# Книга перикоп святої Ерентруди
Книга перикоп святої Ерентруди (нім. Perikopenbuch von St. Erentrud) — середньовічний ілюмінований рукопис, що походить зі скрипторію бенедиктинського монастиря Санкт-Петер. Створений у середині XII століття, він є найбільшим серед західних євангелістаріїв Високого середньовіччя за кількістю мальованих сцен та за думкою деяких дослідників — найзначнішою рукописною ілюмінованою пам'яткою романського стилю, створеною у Зальцбурзі. Зберігається у Баварській державній бібліотеці (Мюнхен) під шифром «Clm 15903».

## Історія та походження

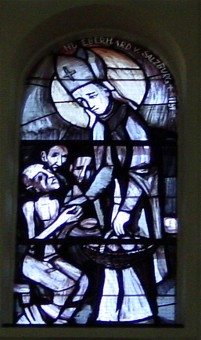
Вітраж парафіяльної церкви Лізінґа, на якому зображений св. Ебергард Бібурґський в єпископство якого була створена Книга перикоп свято Ерентруди

Євангелістарій святої Ерентруди скоріш за все походить зі скрипторію зальцбурзького монастиря Санкт-Петер, найстарішого з бенедиктинських абатств на північ від Альп. Про це свідчить, як знаходження перикоп для обидвох свят присвячених святому Рупертові, так і присутність перикопи на свято святого Бенедикта. Абсолютна більшість дослідників згодна з тим, що рукопис був створений у середині XII століття — найбільш ранню дату, 1130-ті роки, подає Альберт Бьоклер. Пізніше манускрипт опинився у бібліотеці монастиря Нонберг, про що свідчить володільницький напис межі XIII–XIV століть на fol. 104v та монастирський суперекслібрис на його палітурці. До свого теперішнього місцезнаходження — Баварської державної бібліотеки потрапив у 1815 році внаслідок секуляризації.
Перше значне дослідження місця Книги перикоп святої Ерентруди серед зальцбурзьких ілюмінованих рукописів належить Ґеорґу Сварценськи, який вказав на те, що вона за своїм стилем належить до того ж самого кола творів, що й Біблія Вальтера та Адмонтська велика біблія. Та до кінця 1980 -х дослідження просувались повільно і манускрипт навіть не включався до найзначніших каталогів творів зальцбурзького походження. Історії рукопису була присвячена монографія Мартіни Піппал, що вийшла у 1997 році та є найповнішим його дослідженням.

## Зміст та оздоблення
Писана на 104 аркушах пергаменту розміром 31 x 22 см кожен. Аркуші мають дзеркало тексту 21 x 11 см (17 рядків). Текст писаний схоже однією рукою великими жирними мінускульними літерами. Текст лекціонарних таблиць також писаний мінускулом, більш витонченим і, можливо, тією ж рукою. За змістом тексту це євангелістарій — тобто збірка 77 євангельських перикоп. Структура книги наслідує структуру Книги перикоп кустода Перхтольда, створеної майже на століття раніше. Вони перегукуються і в виборі самих перикоп, і, навіть, в іконографічній програмі. Вважається що саме цей більш ранній євангелістарій був прикладом при написанні Книги перикоп святої Ерентруди. Одночасно, саме відмінності у виборі деяких мініатюр дозволяють точніше встановити, як час, так і місце створення манускрипту: це мініатюра із зображенням імператора Іраклія, який повертає Хрест до Єрусалиму, яка відсилає до Другого хрестового походу; або ж акцент на апостолі Івані в мініатюрі присвяченій Таємній вечері, що відсилає до тодішніх суперечок між монахами абатства та каноніками соборного капітулу.
| fol.1r | fol.1v | fol.4v | fol.5v | fol.6r | fol.6v   | fol.103r |
| ------ | ------ | ------ | ------ | ------ | -------- | -------- |
|        |        |        |        |        |          |          |
| fol.1r | fol.4r | fol.5r | fol.5v | fol.6r | fol.102v | fol.104v |

| Аркуші з лекціонарними таблицями Ініціал «Cum esset deposanta» Сторони аркушів з євангельським текстом Сторони аркушів, що мають мініатюри Пусті аркуші Всього 104 аркуші |

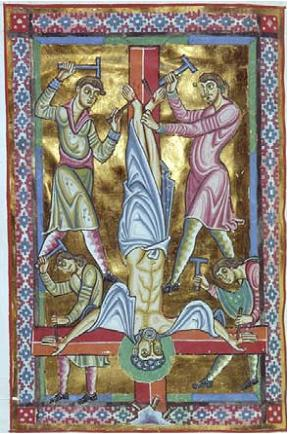
Розп'яття апостола Петра. Мініатюра з аркуша 74r

День до якого відноситься та чи інша перикопа ніяк не вказаний на аркушах із самими читаннями. Такі вказівки замініють лекціонарні таблиці, які поміщені перед євангельським текстом. Вони прикрашені традиційним візерунком у вигляді подвійної аркади, між арками якої у два стовпчики і поміщений текст із вказанням читань. Сама аркада золота, бази і капітелі срібні. Також аркуші з таблицями прикрашені зображеннями срібних і золотих пташок та рослин.

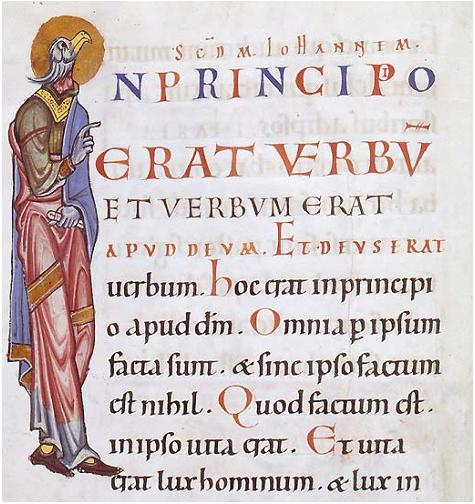
Антропомрфний ініціал з fol. 10v. Іван Богослов із головою орла на початку перикопи з прологу свого Євангелія

Зверху кожного аркуша з текстом заголовки виділені червоною фарбою до fol.50r. Інципіти написані маюскулом і також виділені чорнилами інших, аніж чорний тексту, кольорів. Найбільше — червоного та синього. Початки речень виділені трохи збільшеними червоними літерами. Початки перикоп також підкреслені ініціалами або лігатурами з ініціалів інципітів перикоп та їх заголовків заввишки 6-8 см. Хоча орнаменти, якими прикрашені ініціали і мають окремі відмінності між собою, загалом же їх стиль достатньо уніфікований. У більшості з них основою є золоті рослинні пагони і відростки зі срібними бруньками та синьо-червоними квітками, кінчики пелюсток яких підмальовані білилами. В ініціалах з аркушів 14v, 68v, 100v зустрічаються левові маски та зооморфні мотиви. Крім того, зооморфними є ініціали, що передають літеру «І». Серед них виділяється ініціал з аркуша 10v з різдвяної перикопи Євангелія від Івана заввишки 15,1 см: він являє собою антропоморфну фігуру апостола Івана з головою орла — символу цього євангеліста, контури якої, прикраси на одязі та німб над головою писані золотом, а одяг суцільно замальований червоною, синьою та коричневою фарбами. За своїм стилем фігура відповідає іншим мініатюрам у рукописі, а за типом є єдиним фігурним ініціалом, що прямо перегукується з ініціалами Адмонтської великої біблії, з оздобленням якої найбільш споріднений стиль мініатюр Книги перикоп. Також стиль зовнішніх рамок, бордюрів, архітектурних об'єктів, орнаментів ініціалів вказує на схожість обох рукописів.
Загалом євангелістарій прикрашений 55 мініатюрами, з яких 33 розміром на всю сторінку. Мініатюри стоять перед читаннями, до яких відносяться. Повносторінкові з них ілюструють найважливіші урочистості, чотири неділі після Богоявлення, 2 після Пасхи, п'ятницю і суботу після Трійці. Мініатюрами таких самих розмірів відзначені також деякі дні пам'яті святих, а саме: Богородиці, Стефана, Івана Богослова, Георгія, апостолів Пилипа та Якова, Івана Хрестителя, апостолів Петра й Павла, святих Лаврентія, Мартина та Андрія.
| Аркуш | Сцена                                                                         | Свято                             |
| ----- | ----------------------------------------------------------------------------- | --------------------------------- |
| 5v    | Сон Йосипа Обручника                                                          | Вігілія Різдва                    |
| 6r    | Ініціал «Cum esset deposanta»                                                 | Вігілія Різдва                    |
| 7r    | Імператорський едикт про перепис                                              | Перша перикопа Різдва             |
| 9r    | Народження Христа                                                             | Друга перикопа Різдва             |
| 10r   | Особа, яка пише між двома жінками                                             | Третя перикопа Різдва             |
| 11v   | Побивання камінням святого Стефана                                            | Святого Стефана                   |
| 13r   | Таємна вечеря з фігурою апостола Івана, який прихилився на груди Ісуса Христа | Івана Богослова                   |
| 14r   | Втеча до Єгипту                                                               | Невинноубієних немовлят           |
| 15v   | Обрізання Христа                                                              | Октава після Різдва               |
| 17r   | Поклоніння королів                                                            | Епіфанія                          |
| 19r   | Дванадцятирічний Ісус у Храмі                                                 | Перша після Епіфанії              |
| 21r   | Хрещення Христа                                                               | Октава після Епіфанії             |
| 22v   | Весілля у Кані                                                                | Друга після Епіфанії              |
| 24r   | Сцілення прокаженого                                                          | Третя після Епіфанії              |
| 26r   | Шторм на морі                                                                 | Четверта після Епіфанії           |
| 27r   | Принесення немовляти Христа до Храму                                          | Стрітення                         |
| 28v   | Христос розмовляє з Петром                                                    | Кафедра Петрова                   |
| 30r   | Бенедикт між двома монахами                                                   | Бенедикт                          |
| 31r   | Явлення архангела Гавриїла Богородиці                                         | Благовіщення Богородиці           |
| 32v   | Святий Руперт між двома монахами                                              | Кончина святого Руперта           |
| 34r   | В'їзд до Єрусалиму                                                            | Вербна неділя                     |
| 35v   | Обмиття ніг                                                                   | Великий четвер                    |
| 37v   | Поховання Христа                                                              | Страсна субота                    |
| 39r   | Три жінки біля гробниці                                                       | Пасха                             |
| 42v   | Явлення Воскреслого апостолам                                                 | Вівторок після Пасхи              |
| 44r   | Явлення Воскреслого на Тиверіадському озері                                   | Середа після Пасхи                |
| 46r   | Не торкайся Мене                                                              | Четвер після Пасхи                |
| 47v   | Явлення Воскреслого на горі                                                   | П'ятниця після Пасхи              |
| 48v   | Явлення Христа у кімнаті з зачиненими дверима                                 | Субота після Пасхи                |
| 49v   | Фома Невіруючий                                                               | Октава Пасхи                      |
| 51r   | Добрий Пастир                                                                 | Друга неділя після Пасхи          |
| 55r   | Обезголовлення святого Георгія                                                | Святого Георгія                   |
| 56r   | Христос між Пилипом та Яковом                                                 | Пилипа та Якова                   |
| 58r   | Костянтин та Олена з Хрестом                                                  | Віднайдення Хреста Господнього    |
| 60r   | Вознесіння                                                                    | Вознесіння Христове               |
| 63r   | Сходження Святого Духа на апостолів                                           | Трійця                            |
| 68r   | Зцілення розслабленого в Капернаумі                                           | П'ятниця після Трійці             |
| 70r   | Зцілення хворого                                                              | Субота після Трійці               |
| 71v   | Народження Івана Хрестителя                                                   | Різдво Івана Хрестителя           |
| 74v   | Розп'яття Петра                                                               | Петра й Павла                     |
| 76r   | Обезголовлення Павла                                                          | Петра й Павла                     |
| 76v   | Воскресіння дочки Яїра                                                        |                                   |
| 78v   | Христос між Яковом та Іваном                                                  | Якова Старшого                    |
| 80r   | Мучеництво Лаврентія                                                          | Святого Лаврентія                 |
| 81v   | Успіння Марії                                                                 | Вознесіння Діви Марії             |
| 82v   | Варфоломій із книгою                                                          | Апостола Варфоломія               |
| 84r   | Народження Марії                                                              | Різдво Богородиці                 |
| 86v   | Імператор Іраклій повертає Хрест до Єрусалиму                                 | Воздвиження Хреста                |
| 87v   | Призвання Матвія                                                              | Євангеліста Матвія                |
| 88v   | Архангел Михаїл перемагає дракона                                             | Архангела Михаїла                 |
| 90r   | Проповідуючий Христос                                                         | Вігілія свята Всіх Святих         |
| 91v   | Нагірна проповідь                                                             | Всіх Святих                       |
| 93r   | Мартин ділиться своїм плащем із жебраком                                      | Перенесення мощів святого Руперта |
| 94v   | Розп'яття апостола Андрія                                                     | Андрія                            |
| 96v   | Закхей на дереві                                                              | Посвячення церкви                 |
| 102v  | Христос з Дівою Марією                                                        | Після неділі десятьох дів         |

Мініатюри виконані на золотому фоні за винятком ініціалу-заставки перикопи вігілії Різдва, який разом із текстом виписаний на пурпуровому фоні. Роль бордюрів у повносторінкових зображеннях часто виконують різноманітні архітектурні деталі: башти, стіни, колони, обвиті, на кшталт мініатюр Адмонтерської біблії, завісами. Та подібні елементи не зустрічаються у тих мініатюр, що обіймають лише половину аркуша — їх обрамляють бордюри, прикрашені геометричними орнаментами, орнаментами з акантового листя або подібними до куфічного письма, а також прості чотиристоронні рамки. Композиція зосереджена навколо основних фігур, що мають більший розмір, причому вони розташовуються або згори донизу, або послідовно одна за одною, в залежності від кількості. Водночас стиль зображення людських фігур, крім того, що наслідує стиль Адмонтської біблії, також відсилає до комнінівського стилю. Він відображений у сухому, жорсткому малюнку, нервовості рухів та жестів, напруженості, що мала акцентувати увагу на внутрішньому світі персонажів. Візантійське мистецтво книги, Адмонтську біблію та Книгу перикоп поєднують пропорції фігур, манера їх зображення з глибоко посадженими очима, восокозагнутими бровами, дещо гачкоподібними носами, ламаними лініями тіла та одягу. Особливо візантійські впливи помітні в мініатюрах, які зображають втечу до Єгипту, хрещення, принесення до Єрусалимського храму Ісуса, успіння Богородиці. Тілесна частина людських фігур мальована світлокоричневим пігментом. Загалом же палітра холодна і складається зі змішаних відтінків — чисті кольори практично ніде не використовуються, за винятком невеликих вкраплень червоного. Найпопулярнішими є фіолетовий, молочно-блакитний, вохряні та оливкові тони. Форма й рухи фігур підкреслені білилами, з якими також змішані всі інші фарби.